# The Hidden Dungeon Only I Can Enter
The Hidden Dungeon Only I Can Enter (俺だけ入れる隠しダンジョン 〜こっそり鍛えて世界最強〜?, Ore dake haireru kakushi danjon ~kossori kitaete sekai saikyō~, lett. "Un dungeon nascosto in cui solo io posso entrare ~ Allenarsi segretamente per essere il più forte del mondo ~") è una serie di light novel di genere fantasy scritta da Meguru Seto e illustrata da Note Takehana. Ha iniziato la serializzazione online dal 5 gennaio 2017 al febbraio 2021 sul sito di pubblicazione di romanzi generato dagli utenti Shōsetsuka Ni Narō. Successivamente è stata acquisita da Kōdansha, che ha pubblicato la serie dal 1º agosto 2017 sotto l'etichetta Kodansha Lanove Books. Un adattamento manga, scritto pure da Meguru Setoi e disegnato da Tomoyuki Hino è stato serializzato tramite sulla rivista Suiyōbi no Sirius di Kodansha basato su Niconico dal 2018. Un adattamento della serie televisiva anime, prodotto dallo studio Okuruto Noboru, è stato presentato in anteprima dal 9 gennaio al 27 marzo 2021 sul contenitore di programmazione Animeism.

## Personaggi
Noir (ノル?, Noru)
Doppiato da: Ryōta Ōsaka
Il protagonista, Noir è un nobile del rango più basso, desideroso di diventare un eroe. Durante un'esplorazione di un dungeon segreto, incontra Olivia, che gli conferisce il potere di potenziare liberamente i poteri suoi e di altre persone spendendo LP (Life Points) che si ottengono facendo esperienze gioiose ma con il rischio di morire se i suoi LP sono completamente esauriti.
Emma (エマ?, Emma)
Doppiata da: Miyu Tomita
Emma è la figlia di una baronessa e un'amica d'infanzia di Noir. La sua specialità è usare un pugnale durante il combattimento corpo a corpo. Tratta tutti intorno a lei allo stesso modo con un cuore gentile. A causa del suo aspetto e del suo corpo voluttuoso, Emma è molto apprezzata dal sesso opposto, incluso Noir. Delle ragazze è decisamente quella con cui Noir passa più tempo e l'unica verso la quale mostri evidenti segni di affetto e innamoramento.
Lola (ローラ?, Rōra)
Doppiata da: Rumi Ōkubo
Lola è la splendida receptionist della gilda degli avventurieri Odin. In qualità di responsabile di Noir, organizza varie ricerche per lui, ma spera segretamente di diventare sua moglie. Nonostante il suo atteggiamento calmo, Lola ha una vena competitiva e considera Emma, che è vicina a Noir, la sua rivale.
Olivia (オリヴィア?, Orivia)
Doppiata da: Yui Horie
Olivia era un'avventuriera di alto livello che ha vissuto 200 anni fa. È rimasta intrappolata in un labirinto da una maledizione dopo aver scoperto una prigione nascosta. Diventa la padrona/maestra di Noir quando si incontrano, aiutandolo a diventare più forte nella speranza che un giorno possa diventare abbastanza potente da liberarla.
Luna (ルナ?, Runa)
Doppiata da: Akari Kitō
Alice (アリス?, Arisu)
Doppiata da: Yuki Nagano

## Media

### Light novel
Originariamente serializzato come un romanzo web su Shōsetsuka ni narō, Kodansha ha pubblicato il primo volume tankobon della serie della light novel il 1º agosto 2017 sotto la loro Kodansha Lanove Books. Al 2 dicembre 2020, sono stati pubblicati un totale di 6 volumi. Seven Seas Entertainment ha concesso in licenza la serie in Nord America e ha pubblicato il primo volume il 13 ottobre 2020.

#### Volumi
| Nº | Data di prima pubblicazione | Data di prima pubblicazione | Data di prima pubblicazione |
| Nº | Giapponese                  | Giapponese                  |                             |
| -- | --------------------------- | --------------------------- | --------------------------- |
| 1  | 1º agosto 2017              | ISBN 978-4-06-365038-9      |                             |
| 2  | 1º dicembre 2017            | ISBN 978-4-06-365046-4      |                             |
| 3  | 2 maggio 2018               | ISBN 978-4-06-511910-5      |                             |
| 4  | 9 gennaio 2019              | ISBN 978-4-06-514688-0      |                             |
| 5  | 2 marzo 2020                | ISBN 978-4-06-519269-6      |                             |
| 6  | 2 dicembre 2020             | ISBN 978-4-06-521767-2      |                             |

### Manga
Un adattamento manga di Tomoyuki Hino è stato serializzato sul servizio manga Suiyōbi no Sirius di Kodansha basato su Niconico dal 2 maggio 2018 al 19 giugno 2023, con il primo volume tankōbon pubblicato il 6 dicembre 2018. Seven Seas Entertainment ha acquisito in licenza il manga e pubblicato il primo volume il 17 novembre 2020.

#### Volumi
| Nº | Data di prima pubblicazione | Data di prima pubblicazione | Data di prima pubblicazione |
| Nº | Giapponese                  | Giapponese                  |                             |
| -- | --------------------------- | --------------------------- | --------------------------- |
| 1  | 6 dicembre 2018             | ISBN 978-4-06-513779-6      |                             |
| 2  | 9 maggio 2019               | ISBN 978-4-06-515277-5      |                             |
| 3  | 4 dicembre 2019             | ISBN 978-4-06-516378-8      |                             |
| 4  | 8 maggio 2020               | ISBN 978-4-06-519276-4      |                             |
| 5  | 9 dicembre 2020             | ISBN 978-4-06-520877-9      |                             |
| 6  | 9 febbraio 2021             | ISBN 978-4-06-522060-3      |                             |
| 7  | 9 giugno 2021               | ISBN 978-4-06-523213-2      |                             |
| 8  | 9 dicembre 2021             | ISBN 978-4-06-525977-1      |                             |
| 9  | 9 giugno 2022               | ISBN 978-4-06-528148-2      |                             |
| 10 | 8 dicembre 2022             | ISBN 978-4-06-529867-1      |                             |
| 11 | 9 maggio 2023               | ISBN 978-4-06-531658-0      |                             |
| 12 | 9 aprile 2024               | ISBN 978-4-06-535029-4      |                             |

### Anime
Un adattamento della serie televisiva anime è stato annunciato da Kodansha l'8 maggio 2020. La serie è animata da Okuruto Noboru e diretta da Kenta Ōnishi, con Kenta Ihara che si occupa della composizione della serie e Yuya Uetake che si occupa del character design. La serie è andata in onda dal 9 gennaio al 27 marzo 2021 nel blocco Animeism su MBS, TBS, BS-TBS e AT-X. La serie è composta da 12 episodi. In Italia, la serie viene trasmessa in versione sottotitolata su Crunchyroll, così come nel resto del mondo.
La sigla di apertura è Pyramid Great Reversal (ピラミッド大逆転?, Piramiddo Dai Gyakuten)  eseguita da Spira Spica, e la sigla di chiusura è Nemophila (ネモフィラ?, Nemofira)  eseguita da COALAMODE. (コアラモード.?, Koaramōdo.).

#### Episodi
| Nº | Titolo italiano Giapponese 「Kanji」 - Rōmaji                                           | In onda          | In onda |
| Nº | Titolo italiano Giapponese 「Kanji」 - Rōmaji                                           | Giapponese       |         |
| 1  | Un potente set di abilità 「強烈スキルセット」 - Kyōretsu sukiru setto                  | 9 gennaio 2021   |         |
| 2  | La gilda e l'addetta alla reception 「ギルドと受付嬢」 - The Guild and the Receptionist | 16 gennaio 2021  |         |
| 3  | La compagna di classe in difficoltà 「ワケあり同級生」 - Wakeari dōkyūsei               | 23 gennaio 2021  |         |
| 4  | La purissima chierica 「穢れなき聖女」 - Kegarenaki seijo                               | 30 gennaio 2021  |         |
| 5  | Il futuro di questo harem 「ハーレムの行く末」 - Hāremu no yukusue                      | 6 febbraio 2021  |         |
| 6  | Il leone tulipano 「チューリップライオン」 - Chūrippu raion                             | 13 febbraio 2021 |         |
| 7  | Il ranking delle addette alla reception 「受付嬢ランキング」 - Uketsukejō rankingu      | 20 febbraio 2021 |         |
| 8  | Il desiderio di una ragazzina 「幼女のお願い」 - Yōjo no onegai                         | 27 febbraio 2021 |         |
| 9  | Alla serata di gala 「夜会へゴー」 - Yakai e gō                                         | 6 marzo 2021     |         |
| 10 | Andiamo alle terme 「温泉へ行こう」 - Onsen e ikō                                       | 13 marzo 2021    |         |
| 11 | La decisione di Noir 「ノルの決意」 - Noru no ketsui                                    | 20 marzo 2021    |         |
| 12 | Una battaglia che non posso perdere 「負けられない戦い」 - Makerarenai tatakai          | 27 marzo 2021    |         |